# Eberhard Hanfstaengl
Eberhard Hanfstaengl, né le 10 février 1886 à Sarreguemines (district de Lorraine) et mort le 10 janvier 1973 à Munich (Bavière), est un historien de l'Art allemand. Il est l'auteur de plusieurs ouvrages sur les collections de la Neue Pinakothek de Munich.

## Biographie
Eberhard Viktor Eugen Hanfstaengl naît le 10 février 1886 à Sarreguemines, ville annexée de l'Alsace-Lorraine. Il s'intéresse très tôt à l'histoire de l'art. En 1925, Hanfstaengl est nommé directeur de la Städtische Galerie im Lenbachhaus, musée des Beaux-Arts de l'État libre de Bavière. En 1933, il est nommé  directeur de la Galerie nationale sur l'Île aux Musées de Berlin, ainsi que professeur d’Histoire de l’Art. C'est à ce titre, qu'après la mort du président Hindenburg en août 1934, Hanfstaengl est contraint de signer une pétition en faveur d'un « référendum » sur la fusion des fonctions de Président et de chancelier du Reich. En 1937, il est pourtant licencié par le régime nazi pour « manque de coopération » et pour sa « modération » vis-à-vis de l'art dit « dégénéré ».
En 1945, Hanfstaengl est nommé directeur général des collections de peinture de l’État bavarois. Il assure ses fonctions jusqu'en 1953. Eberhard Hanfstaengl décéda le 10 janvier 1973 à Munich.

## Publications
Liste établie selon la bibliothèque nationale d'Allemagne :
Ouvrages
- Bayerische Königsschlösser : Linderhof, Herrenchiemsee, Neuschwanstein, Bruckmann, Munich, 1958.
- Royal castles in Bavaria : Linderhof, Herrenchiemsee, Neuschwanstein, Bruckmann, Munich, 1958.
- Rembrandt Harmensz van Rijn, Bruckmann, Munich, 1958.
- Rembrandt Harmensz van Rijn, Münchner Verl. & Graph. Kunstanst, munich, 1947.
- Meisterwerke der Kunst in der Städtischen Galerie im Lenbachhaus München : Von Jan Polack bis Lovis Corinth, Knorr & Hirth, Munich, Ahrbeck, 1965.
- Leibl : Das bäuerl. Antlitz, Hopfer, Burg, 1938.
- Meisterwerke der neuen Pinakothek, Staatsgalerie und Schackgalerie in München, F. Hanfstaengl, Munich, 1922.
- Hans Stethaimer : E. Studie z. spätgothischen Architektur Altbayerns, Hiersemann, 	Leipzig, 1911.

Catalogues
- Reiseerinnergn in Zeichng u. Aquarellen ; Ausstellg ; 10. Febr.-5. März 1961, Städtische Galerie, Munich, 1961.